# ۱۸۶۹
در این صفحه وقایع مهم سال ۱۸۶۹ میلادی فهرست شده‌اند.

## رویدادها
- اولین خط آهن سراسری در ایالات متحده آمریکا کامل شد.
- کانال سوئز باز شد تا دریای مدیترانه را به دریای سرخ پیوند دهد.
- بنیان‌گذاری شهر سانتا آنا در جنوب‌غرب ایالت کالیفرنیا، ایالات متحده آمریکا
- بنیان‌گذاری شهر سانتا باربارا در جنوب‌غرب ایالت کالیفرنیا، ایالات متحده آمریکا

## زادروزها
- ۱۴ فوریه: چارلز تامسون ریس ویلسون فیزیک‌دان اسکاتلندی برنده جایزه فیزیک نوبل سال ۱۹۲۷ (میلادی)
- ۱۹ فوریه: هوانس تومانیان رمان‌نویس و شاعر برجستهٔ ارمنی
- ۲۶ فوریه: نادژدا کروپسکایا چهره انقلابی، نویسنده و همسر و مشاور ولادیمیر لنین
- ۲۷ ژوئن: اما گلدمن آنارشیست، فمینیست و فعال سیاسی مشهور آمریکایی
- ۲ اکتبر: ماهاتما گاندی رهبر بزرگ سیاسی و معنوی هند
- ۱۵ نوامبر: ویلهلم بارتلد ایرانشناس نامور روسی
- ۲۲ نوامبر: آندره ژید نویسندهٔ فرانسوی
- ۳۱ دسامبر: هانری ماتیس نقاشی فرانسوی
- ۱۰ ژانویه – گریگوری راسپوتین، راهب روسی (د. ۱۹۱۶)
- ۱۸ مارس – نویل چمبرلین، سیاست‌مدار بریتانیایی (د. ۱۹۴۰)
- ۲۲ مارس – امیلیو آگوینالدو، سیاست‌مدار فیلیپینی (د. ۱۹۶۴)
- ۳ سپتامبر – فریتس پرگل، شیمی‌دان اتریشی (د. ۱۹۳۰)
- ۲۷ اکتبر – ویولا آلن، بازیگر آمریکایی (د. ۱۹۴۸)
- ۳۰ نوامبر – گوستاف دالن، فیزیک‌دان و مهندس سوئدی (د. ۱۹۳۷)

## درگذشت‌ها
- ۲۸ فوریه: آلفونس دولامارتین شاعر، نویسنده و سیاست‌مدار فرانسوی
- ۱ ژوئن: جیمز بیوکَنِن پانزدهمین رئیس‌جمهور ایالات متحده آمریکا (از سال ۱۸۵۷ تا ۱۸۶۱) بود.
- ۲۳ نوامبر: فرانکلین پیرس، چهاردهمین رئیس‌جمهور ایالات متحدۀ آمریکا (وفات: ۱۸۶۹).
- ۱۵ فوریه – غالب دهلوی، شاعر هندی (ز. ۱۷۹۶)
- ۲۰ آوریل – کارل لوه، آهنگساز آلمانی (ز. ۱۷۹۶)
- ۸ اکتبر – فرانکلین پیرس، سیاست‌مدار و وکیل آمریکایی (ز. ۱۸۰۴)
- ۲۳ اکتبر – ادوارد اسمیت دربی، سیاست‌مدار بریتانیایی (ز. ۱۷۹۹)